# الدين في العصر الأخميني
الدين في العصر الأخميني ( بالفارسية : دین در دوران هخامنشی) لا يزال الدين في الإمبراطورية الأخمينية مصدرًا للنقاش بين الأكاديميين. إن المعرفة المتاحة حول التوجه الديني للعديد من الملوك الأخمينيين الأوائل غير مكتملة، وكانت قضية الزرادشتية لدى الأخمينيين قضية مثيرة للجدل للغاية.

## الالهة

### اكثر اله شعبي في الإمبراطورية
هومبان في أرشيف تحصينات برسيبوليس ، يظهر همبان بشكل أكثر شيوعًا من أي إله عيلامي أو فارسي آخر، بإجمالي ستة وعشرين ذكرًا (للمقارنة، يظهر أورامزدا، وهو شكل مبكر من أهورا مزدا ، عشر مرات فقط). وقد قيل أنه في هذه الفترة، يجب اعتباره إلهًا فارسيًا، وليس إلهًا عيلاميًا بحتًا.  بشكل عام، تلقى أكبر عدد من القرابين من بين جميع الآلهة الموثقة في المصادر النصية.  كانت كمية الحبوب التي قدمتها له الإدارة الأخمينية أكثر من ثلاثة أضعاف تلك المقدمة لأورمازدا.  يتم تحديد القرابين المقدمة له على أنها bakadaušiyam في حالات متعددة.  هذا المصطلح، على الرغم من أنه عيلامي، إلا أنه مستعار من الفارسية القديمة ، ويمكن ترجمته على أنه "(عيد) القرابين إلى (إله)".  وبالتالي فمن المحتمل أنه يشير إلى وليمة عامة.  تم توثيق احتفالات مماثلة لعدد قليل فقط من الآلهة الأخرى.  يقترح ووتر هنكلمان أن الإشارات إلى باكادوشيام هومبان من المرجح أن تعكس شعبيته ومكانته كإله ملكي.  كانت معظم المواقع التي كان يُعبد فيها هومبان في العصر الأخميني عبارة عن مدن تقع بالقرب من شبكة الطرق الملكية. 
يمكن تسمية هومبان بـ rišar nappipir ، أي "أعظم الآلهة" أو "العظيم بين الآلهة"، على الرغم من أن هذا اللقب كان يُطلق أيضًا على إينشوشيناك .  ويطلق عليه نقش لهاني من أيابير اسم rišar nappirra ، أي "الإله الأعظم".  وذهبت ماري بويس إلى حد اقتراح أن بروز هومبان في الفترة العيلامية الجديدة أثر على مكانة أهورا مزدا في التقاليد الدينية اللاحقة للفرس.
ربما كان أحد ألقابه الأخرى هو elume ، ربما مستعارًا من الأكادية elû ("عالي"، "مُرتفع")، ولكن من غير الواضح ما إذا كان يجب تفسير المقطع الذي يُثبت فيه ذلك على أنه يشير إلى الإله باسم "هومبان المُرتفع"، أو ما إذا كان يشير بدلاً من ذلك إلى موقع معبده. 
يمكن الاعتراف بتفوق هومبان على الآلهة الأخرى في المعابد غير المخصصة له، على سبيل المثال، من المفترض أن معبد أيابير الذي يُعرف منه لقب ريشار نابيرا كان على الأرجح مخصصًا للإله المحلي تيروتور، وليس هومبان. 

### الهة المازدية
كثير من الناس في وقت الحديث يعتقده بأن ديانة الإمبراطورية الأخمينية كانت الزرادشتية، لكن العلماء يعتقدون أن هذا غير صحيح. على سبيل المثال، يشير عالم اللغويات الفرنسي إيميل بينفينيست في القرن العشرين إلى أن أهورا مازدا هو إله قديم جدًا وأن الزرادشتيين استخدموا هذا الاسم للإشارة إلى الإله الزرادشتي. حتى الدور الرئيسي المخصص لهذا الإله في مزداسيم ليس ابتكارًا زرادشتيًا. لا يمكن أن يكون لقب مزداسين (عابد مزدا) الموجود في البرديات الآرامية من العصر الأخميني دليلاً على أن الأخمينيين كانوا زرادشتيين، كما أن ذكر اسم أهورا مازدا في النقوش الحجرية ليس دليلاً على ذلك أيضًا. في النقوش الأخمينية، لم يتم ذكر الزرادشتية فحسب، بل لم يتم ذكر أي شيء آخر يمكن أن يعطي هذه النقوش اشارة زرادشتيًا. 
قبل فترة طويلة من ظهور زرادشت ، كان لدى الإيرانيين معتقدات دينية محددة وكانوا يعبدون أهورا مازدا باعتباره إلهًا عظيمًا.في نقش بهستون ، لم يذكر داريوس أهورا مازدا إلا باعتباره "أعظم الآلهة". يظهر اسم أهورا مازدا 69 مرة في بهستون، ويدعي داريوس أنه تحت حماية أهورا مازدا 34 مرة. لم يزعم داريوس أن أهورا مازدا كان الإله الوحيد الموجود. كما لم يذكر داريوس منافس أهورا مازدا العظيم أهريمان.

#### أناهيتا
منذ عهد أحشويروش الثاني، ورد اسم الإلهة أناهيتا في النقوش إلى جانب أهورا مازدا وميترا ، وذكر أن قصر أبادانا بُني بناءً على طلب أهورا مازدا وناهد وميترا. وفي هذا الصدد، كتب رومان غيرشمان أن أناهيتا كانت تُعبد من قبل الأخمينيين أردشير الثاني وبأمره، عُبدت شخصية أناهيتا في معابد شوش بإيران وتخت جمشيد وهجمتان وبابل (دولة شهر) ودمشق وبلخ

## الزرادشتية والإمبراطورية الأخمينية
يومن عالم الإيرانيات السويدي هنريك صموئيل نيبرج أنه لا يمكن رؤية أي من الخصائص الأساسية للديانة الزرادشتية في البنيات الأساسية للديانة الأخمينيةويكتبهنريك صموئيل نيبرج أنه لا يوجد دليل واضح على متى بدأت الزرادشتية في الانتشار في الري، القاعدة المركزية لمغان. ويعتقد أن أحدث وقت لهذا الحدث كان عندما تأسست الدولة الأخمينية. واعتبر المناقشات والآراء حول الزرادشتية الأخمينية مليئة بالتحيز الحزبي والخرافات بين علماء عصره
كتب چاك دوتشيسن جويليمين : "يبدو من الأسهل تصديق أن الأخمينيين لم يسمعوا أبدًا عن زرادشت، ولا عن إصلاحاته الدينية"كتب عبد الحسين زرين كوب : "في العصر الأخميني، لم يكن لدى موغ ديانة زرادشتية، ولم يكن لديهم عائلة ملكية، بالنظر إلى الدور الذي لعبه المغول في أداء الاحتفالات الدينية الفارسية، وبالنظر إلى أن الدين الأخميني والسلالي لا يمكن أن يتعارض مع معتقدات الطبقات المشتركة من العشائر الفارسية. من الواضح أن الدين الزرادشتي لم يكن له تأثير بعد بين الفرس خلال هذه الفترات"
ويقول الدكتور والمؤرخ أكرم ضياء العمري بان الزرادشتية  اصبحت الدين الرسمي في القرن الثالث الميلادي في عصر الإمبراطورية الساسانية

## انظر ايضا
- الدين في العصر البارثي
- الدين في العصر الساساني